# Севернолапонски језик
Севернолапонски или северносамски језик (sámegiella или davvisámegiella) је језик с највише говорника међу лапонским језицима. Број говорника је око 20.000.
Језик се говори у северним деловима Норвешке, Шведске и Финске.

## Класификација
Севернолапонски језик спада у лапонске језике, који чине огранак уралске језичке породице.

## Карактеристике
Севернолапонски је аглутинативан језик, као и већина уралских језика. Језик се такође у великој мери приближио фузионим језицима (слично естонском језику, који је у далеком сродству с лапонским језицима). Конкретно, односи у реченици се не исказују искључиво афиксима, него и мутацијама унутар корена речи.
Језик познаје седам падежа: номинатив, генитив, акузатив (додуше, облици генитива и акузатива се поклапају), локатив, илатив, комитатив, есив.
Језик познаје три броја: једнину, двојину (дуал) и множину. Категорија рода није присутна.
Основни ред речи је субјекат-предикат-објекат.

## Статус
Севернолапонски у деловима северне Норвешке има службени статус, док у Шведској и Финској има статус признатог мањинског језика.